# Plectris kuntzeni
Plectris kuntzeni är en skalbaggsart som beskrevs av Moser 1921. Plectris kuntzeni ingår i släktet Plectris och familjen Melolonthidae. Inga underarter finns listade i Catalogue of Life.